# Ritchie megye
Ritchie megye az Amerikai Egyesült Államokban, azon belül Nyugat-Virginia államban található. Megyeszékhelye és legnagyobb városa Harrisville. Lakosainak száma 8444 fő (2020. április 1.). Ritchie megye Pleasants, Calhoun, Tyler, Doddridge, Gilmer, Wirt és Wood megyékkel határos.

## Népesség
A megye népességének változása:
| Lakosok száma | 10 398 | 10 324 | 10 243 | 10 073 | 9982 | 8444 |
|               | 2010   | 2011   | 2012   | 2013   | 2015 | 2020 |